# Lekeitio
Lekeitio is een badplaats en een gemeente aan de noordkust van Spanje in de provincie Biskaje in de regio Baskenland, gelegen op 55 kilometer ten noordoosten van Bilbao.

## Geografie
De plaats ligt aan de Golf van Biskaje en de belangrijkste economische activiteit is het toerisme. Omgeven door bergen heeft Lekeitio twee stranden en een jachthaven die zijn gelegen in een kleine baai. Daarin ligt ook San Nicolás, een klein rotsachtig eiland, waarop enkel geiten leven. De twee stranden worden van elkaar gescheiden door de monding van de rivier de Lea.
De afstand tussen de andere belangrijke badplaatsen is groot vanwege het sterk rotsachtige karakter van de kust. Via de kustweg in oostelijke richting is Lekeitio verbonden met Ondarroa.
De gemeente heeft een oppervlakte van 2 km² en telde in 2001 7357 inwoners. De gemeente grenst in het noorden aan de zee, in het oosten aan de gemeente Mendexa en in het zuiden en westen aan Ispaster.

## Demografische ontwikkeling
Bron: INE, 1857-2011: volkstellingen

## Bezienswaardigheden
- Het meest opvallende monument van Lekeitio is ongetwijfeld de kerk van Santa María de la Asunción, sinds lang geklasseerd als monument van nationaal belang, monumento nacional. De basiliek bevindt zich in de onmiddellijke omgeving van de haven. Ze is opgetrokken in laatgotische stijl en dateert uit de 15de eeuw. Ze wordt beschouwd als een van de mooiste voorbeelden van Baskische gotische architectuur. Aan de buitenkant trekken de door pinakels bekroonde steunberen, de elegante toren en het hoofdportaal de aandacht. Binnen valt vooral het polychroom Vlaams gotisch retabel op dat dateert uit 1512. De kroonlijst is in mudéjar stijl versierd met geometrische en abstacte motieven en vergulde sterren. Het is een van de grootste (12,5 m hoog, 9,5 m breed) van Spanje, samen met de retabels van de kathedralen van Toledo, Sevilla en Oviedo.
- Het Palacio Uriarte is een barok paleis uit de 17de eeuw en opgenomen op de monumentenlijst.
- In de smalle straten het visserskwartier achter de haven staan nog enkele goed bewaarde middeleeuwse huizen.

## Taal
In Lekeitio is het Baskisch de meest gesproken taal. In 1981 werd de officiële naam van de plaats/gemeente veranderd van het Spaanse Lequeitio naar het Baskische Lekeitio.

## Trivia
Zita van Bourbon-Parma (1892-1989), de laatste keizerin van Oostenrijk en de laatste koningin van Hongarije vestigde zich na het overlijden van haar echtgenoot Karel in Madrid, waar ze een dochter baarde, Elisabeth (1922-1993). Na de kraamtijd huurde ze een kasteeltje in Lekeitio. In 1929 vertrok ze met haar kinderen naar het Belgische Steenokkerzeel.

## Geboren
- Ander Okamika (2 april 1993), wielrenner en triatleet

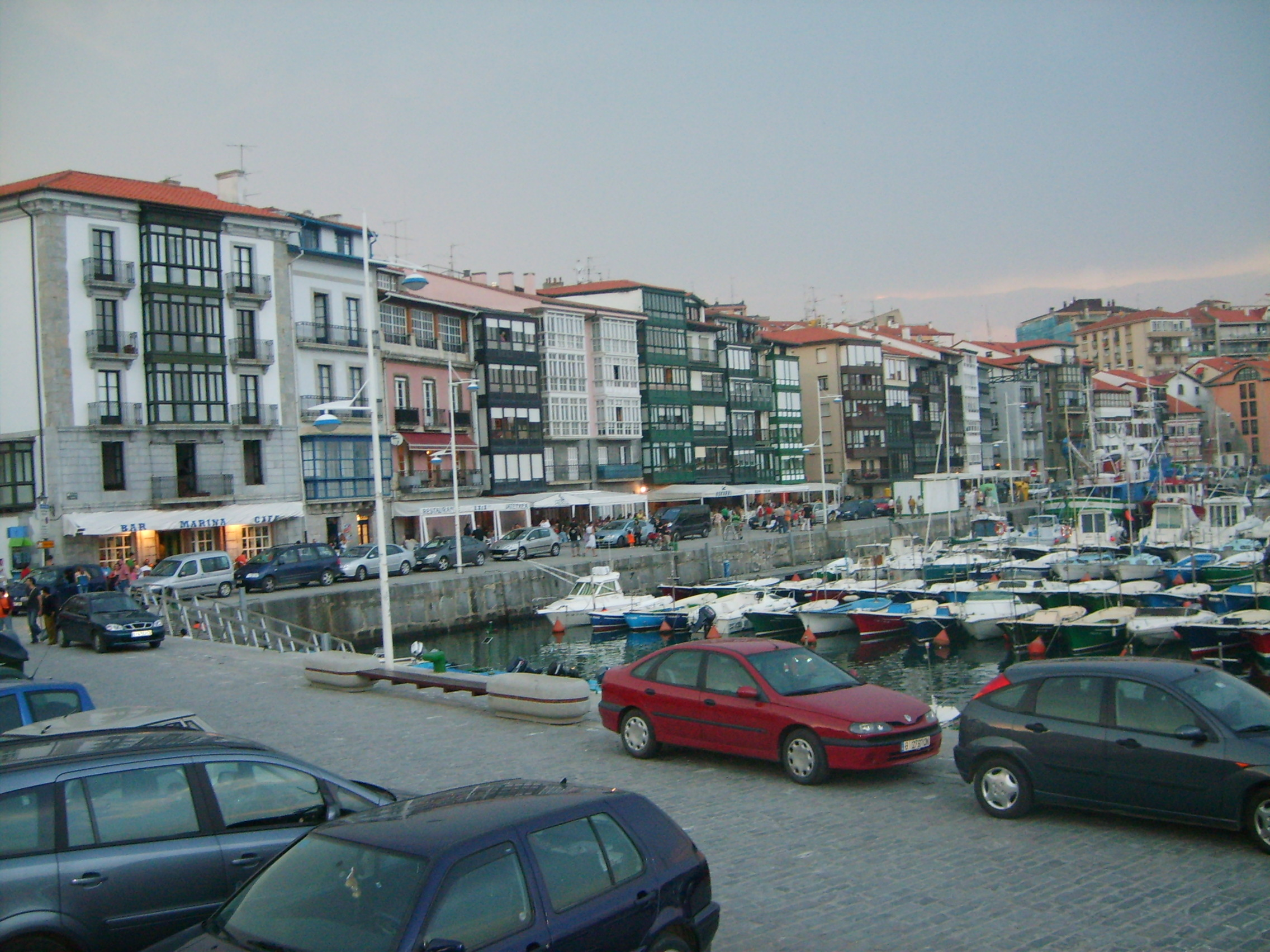
Lekeitio

Abadiño · Abanto Zierbena · Ajangiz · Alonsotegi · Amorebieta-Etxano · Amoroto · Arakaldo · Arantzazu · Areatza · Arrankudiaga · Arratzu · Arrieta · Arrigorriaga · Artea · Artzentales · Atxondo · Aulesti · Bakio · Balmaseda · Barakaldo · Barrika · Basauri · Bedia · Berango · Bermeo · Berriatua · Berriz · Bilbao · Busturia · Derio · Dima · Durango · Ea · Elantxobe · Elorrio · Erandio · Ereño · Ermua · Errigoiti · Etxebarri · Etxebarria · Forua · Fruiz · Galdakao · Galdames · Gamiz-Fika · Garai · Gatika · Gautegiz Arteaga · Gernika-Lumo · Getxo · Gizaburuaga · Gordexola · Gorliz · Gueñes · Ibarrangelu · Igorre · Ispaster · Iurreta · Izurtza · Kortezubi · Lanestosa · Larrabetzu · Laukiz · Leioa · Lekeitio · Lemoa · Lemoiz · Lezama · Loiu · Mallabia · Markina-Xemein · Maruri-Jatabe · Mañaria · Mendata · Mendexa · Meñaka · Morga · Mundaka · Mungia · Munitibar-Arbatzegi Gerrikaitz · Murueta · Muskiz · Muxika · Nabarniz · Ondarroa · Urduña · Orozko · Ortuella · Otxandio · Plentzia · Portugalete · Santurtzi · Sestao · Sondika · Sopelana · Sopuerta · Sukarrieta · Trapagaran · Trucios-Turtzioz · Ubide · Ugao-Miraballes · Urduliz · Karrantza · Zaldibar · Zalla · Zamudio · Zaratamo · Zeanuri · Zeberio · Zierbena · Ziortza-Bolibar